# BE FREE (TRFの曲)
「BE FREE」（ビー・フリー）は、1998年9月23日にavex traxより発売されたTRF21枚目のシングル。

## 解説
1998年4作目。2曲とも花王「ラビナス」CMソング。カップリング曲「It's My Time」は同年5月20日発売アルバム『UNITE』からのカット。

## 収録曲
1. BE FREE [STRAIGHT RUN]
（作詞：工藤順子 作曲：菊池一仁 編曲：日高智）
2. It's My Time 
（作詞：前田たかひろ　作曲：宗像仁志　編曲：MUNEZO）
3. BE FREE [GET YOUR GROOVE BACK MIX]
4. BE FREE [INSTRUMENTAL]

## 収録アルバム
BE FREE
- 『LOOP＃1999』
※ Voice Filter Mixとして収録
- 『TRF 20TH Anniversary COMPLETE SINGLE BEST』

It's My Time
- 『UNITE』